# Восстание левых эсеров
Восста́ние ле́вых эсе́ров (в советской историографии — левоэсе́ровский мяте́ж) — события в июле 1918 года, связанные с убийством германского посла Мирбаха и вооружённым выступлением левых эсеров против большевиков.

## Предыстория

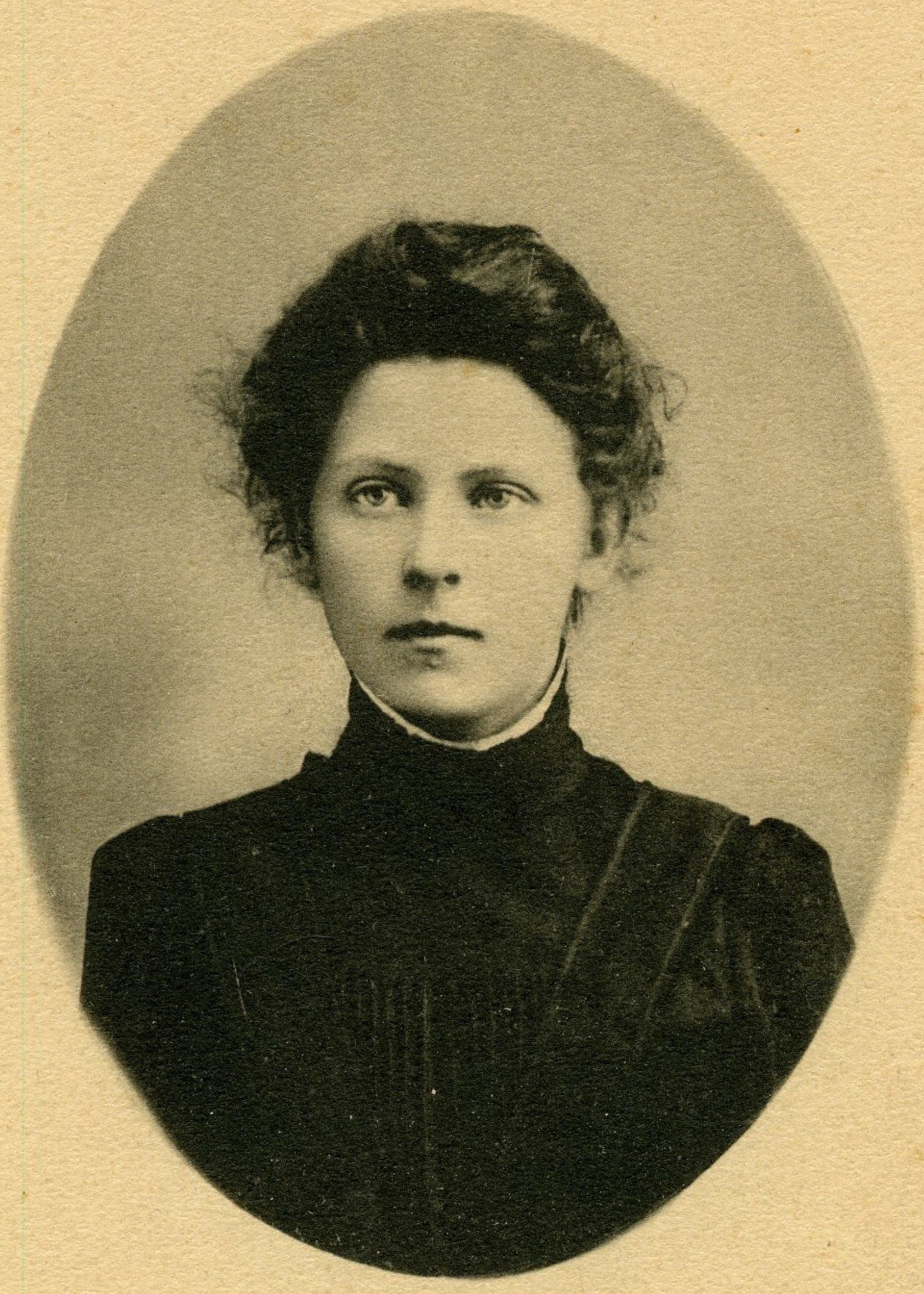
Одна из лидеров левых эсеров Мария Спиридонова

Противоречия внутри правительственной коалиции большевиков и левых эсеров обострились в марте 1918 года, с подписанием Брестского мирного договора. В знак протеста против его условий, позорных для России, левые эсеры покинули Совнарком, на IV Съезде Советов голосовали против Брестского мира. Они игнорировали аргументы большевиков, что Россия не может более воевать ввиду окончательного развала действующей армии. С. Д. Мстиславский выдвинул лозунг «Не война, так восстание!», призывая «массы» к «восстанию» против германо-австрийских оккупационных войск, обвинил большевиков в том, что у них «государство заслоняет класс», в отходе «от чистых позиций революционного социализма на путь оппортунистического служения Молоху государства».
Однако, хотя эсеры вышли из состава Совнаркома, они продолжали работать в ВЧК, которая сыграла решающую роль в восстании. Левые эсеры оставались в коллегиях наркоматов, военном ведомстве, разных комитетах, комиссиях, советах. Совместно с большевиками левые эсеры расправлялись с правыми и центристскими, или, в советской фразеологии, «буржуазными» партиями.
В апреле 1918 года левые эсеры участвовали в разгроме московских анархистов («Чёрная гвардия»). В частности, в этих событиях лично принял участие зампред ВЧК левый эсер Г. Д. Закс, который также от имени ВЧК зачитал на заседании ВЦИК доклад о произошедшем.
Новый всплеск напряжённости был связан с нарастанием активности большевиков на селе, которая настороженно воспринималась эсерами, традиционно считавшими себя крестьянской партией. Декретом ВЦИК от 9 мая 1918 года была подтверждена государственная хлебная монополия, начата организация «продотрядов» для принудительного сбора хлеба. Левые эсеры восприняли негативно разворачивание системы продразвёрстки («продовольственная диктатура»). В деревнях зажиточные крестьяне и середняки голосовали в основном за эсеров, в то время как деревенская беднота — как правило, за большевиков. Стремясь выбить почву из под ног своих политических конкурентов, большевики организовали в деревнях комбеды (декрет ВЦИК «О комитетах бедноты» от 11 июня 1918 года), чтобы сделать их основным центром силы вместо неподконтрольных им сельских Советов.
По мнению историка Юрия Фельштинского, левые эсеры поддерживали и разворачивание большевиками «хлебной монополии», возражая лишь против излишних полномочий Наркомпрода Цюрупы, поддерживали они и курс на «восстание деревенской бедноты против кулачества»; две партии окончательно пришли к разрыву лишь после того, как пробольшевистские комбеды всё больше начали вытеснять левоэсеровских представителей из проэсеровских сельских Советов.
В начале июля прошёл III съезд партии левых эсеров, в своей резолюции по текущему моменту резко осудивший политику большевиков:
| Повышенная централизация, увенчивающая систему бюрократических органов диктатурой, применение реквизиционных отрядов, действующих вне контроля и руководства местных Советов, культивирование комитетов бедноты — все эти меры создают поход на Советы крестьянских депутатов, дезорганизуют рабочие Советы, вносят путаницу классовых отношений в деревне, создавая гибельный фронт города и деревни. |

Также Съезд постановил «разорвать революционным способом гибельный для русской и мировой революции Брестский договор. Выполнение этого постановления съезд поручает ЦК партии».
Декретом ВЦИК от 14 (1) июня 1918 года представители партий эсеров (правых и центра) и меньшевиков были исключены из состава ВЦИК. Тем же декретом всем Советам рабочих, солдатских, крестьянских и казачьих депутатов было предложено также удалить из своей среды представителей этих партий. Член ЦК левых эсеров В. А. Карелин назвал этот декрет незаконным, так как только Всероссийский съезд советов мог изменять состав ВЦИК.
По мнению Ричарда Пайпса,

…левые эсеры вдруг обнаружили, что сотрудничают с режимом расчётливых политиков, которые заключают сделки с Германией и со странами Четверного согласия и вновь призывают «буржуазию» управлять заводами и фабриками, командовать армией. Что стало с революцией? Всё, что большевики делали после февраля 1918 года, не устраивало левых эсеров… Весной 1918 года левые эсеры стали относиться к большевикам так же, как сами большевики относились в 1917-м к Временному правительству и к демократическим социалистам. Они объявили себя совестью революции, неподкупной альтернативой режиму оппортунистов и сторонников компромисса. По мере уменьшения влияния большевиков в среде промышленных рабочих, левые эсеры становились для них всё более опасными соперниками, ибо взывали к тем самым анархическим и разрушительным инстинктам российских масс, на которые большевики опирались, пока шли к власти, но, получив власть, стремились всячески подавить…По сути, левые эсеры апеллировали к тем группам, которые помогли большевикам захватить власть в октябре и теперь почувствовали, что их предали.

## Борьба на V Съезде Советов
5 июля на V Съезде Советов левые эсеры активно выступили против большевистской политики, осуждая Брестский мир, продразвёрстку и комбеды. Левый эсер Борис Камков пообещал «вымести из деревни продотряды и комбеды». Мария Спиридонова характеризовала большевиков как «предателей революции» и «продолжателей политики правительства Керенского».
Одним из их требований являлось устранение непропорционального представительства на выборах Советов: например, на Всероссийский Съезд советов один делегат делегировался от 25 тыс. избирателей-горожан и от 125 тыс. избирателей, находящихся в сельской местности:Ст.25. На Съезде левые эсеры получили 353 мандата против 772 большевистских. Склонить Съезд к принятию своих требований левым эсерам не удалось. Обстановка на Съезде была очень напряжённой; по выражению Ричарда Пайпса:

Как только в Большом театре открылся съезд Советов, большевики и левые эсеры сразу же вцепились друг другу в глотку. Ораторы от левых эсеров обвиняли большевиков в измене делу революции и в разжигании войны между городом и деревней, большевики же, в свою очередь, упрекали их в попытках спровоцировать войну России с Германией. Левые эсеры внесли предложение выразить недоверие большевистскому правительству, денонсировать Брест-Литовский договор и объявить войну Германии. Когда это предложение было отклонено большевистским большинством, левые эсеры покинули съезд.

Днём 6 июля стало известно об убийстве левыми эсерами немецкого посла. Кроме того, левыми эсерами в штабе конного отряда ВЧК был арестован глава ВЧК Ф. Дзержинский. Во время совещания в ВЧК Петерс по телефону от Ленина или Троцкого получил распоряжение идти в Большой театр, где проходило заседание Съезда Советов, и арестовать фракцию левых эсеров. Со сцены было объявлено, что собирается фракция большевиков и чтобы все большевики выходили из театра. Чекисты установили на выходе из театра проверку документов и сначала выпускали только большевиков, затем других делегатов съезда, а оставшиеся в театре левые эсеры были арестованы.

## Убийство Мирбаха
| В своем заседании от 24 июня ЦК ПЛСР-интернационалистов, обсудив настоящее политическое положение Республики, нашел, что в интересах русской и международной революции необходимо в самый короткий срок положить конец так называемой передышке, создавшейся благодаря ратификации большевистским правительством Брестского мира. В этих целях Центральный Комитет партии считает возможным и целесообразным организовать ряд террористических актов в отношении виднейших представителей германского империализма; одновременно с этим ЦК партии постановил организовать для проведения своего решения мобилизацию надежных военных сил и приложить все меры к тому, чтобы трудовое крестьянство и рабочий класс примкнули к восстанию и активно поддержали партию в этом выступлении. С этой целью к террористическим актам приурочить объявление в газетах участие нашей партии в украинских событиях последнего времени, как то: агитацию крушений и взрыв оружейных арсеналов. |

На следующий день после открытия Съезда — 6 июля, двое левых эсеров, сотрудники ВЧК Яков Блюмкин и Николай Андреев, предъявив мандаты ВЧК, прошли в германское посольство в Москве. Около 14:50 их принял немецкий посол Мирбах, при беседе также присутствовали советник посольства Рицлер и переводчик лейтенант Мюллер.
Как утверждает сам Блюмкин в своих воспоминаниях, он получил соответствующий приказ от Спиридоновой 4 июля. Как указывает Ричард Пайпс, день восстания 6 июля был выбран в том числе потому, что на этот день приходился латышский национальный праздник «Ligo» (Янов день), что должно было нейтрализовать наиболее лояльные большевикам латышские части.
Во время беседы Андреев застрелил германского посла графа Вильгельма фон Мирбаха. Затем Блюмкин и Андреев выбежали из посольства и скрылись на ждавшем их автомобиле, после чего укрылись в штабе отряда ВЧК под командованием левого эсера Дмитрия Попова, размещавшемся в центре Москвы (Трёхсвятительский переулок).
Террористы совершили множество ошибок: на месте происшествия они забыли портфель с удостоверениями на имя Блюмкина и Андреева, кроме того, остались в живых свидетели убийства Рицлер и Мюллер. В суматохе они даже оставили в посольстве свои шапки.
Лидер левых эсеров Мария Спиридонова отправилась на V Съезд Советов, где объявила, что «русский народ свободен от Мирбаха» и, взобравшись на стол, начала кричать «Эй, вы, слушай, Земля, эй, вы, слушай, Земля!».
Незадолго до своей гибели, 25 июня 1918 года, Мирбах сообщил своему начальнику, статс-секретарю МИД Германии Кюльману, о глубоком политическом кризисе большевистского правительства: «Сегодня, после более чем двухмесячного внимательного наблюдения, я не могу более поставить благоприятного диагноза большевизму: мы, бесспорно, находимся у постели тяжелобольного; и хотя возможны моменты кажущегося улучшения, но в конечном счёте он обречён». В мае он телеграфировал в Берлин о том, что «Антанта предположительно тратит огромные суммы, чтобы привести к власти правое крыло партии эсеров и возобновить войну…Матросы на кораблях…вероятно, полностью подкуплены, так же как и бывший Преображенский полк, запасы оружия…с оружейного завода в руках социал-революционеров». Германский дипломат Карл фон Ботмер также свидетельствовал, что германское посольство, начиная с середины июня 1918 года, неоднократно получало угрозы, которые «большевистская служба безопасности» расследовала, но безуспешно.

## Действия восставших
В ходе событий Дзержинский Ф. Э. лично явился в штаб левоэсеровского отряда ВЧК под командованием Д. И. Попова в Большом Трёхсвятительском переулке, дом 1, и потребовал выдачи убийц Мирбаха. В сопровождении трёх чекистов Дзержинский начал обыскивать помещения, сломав при этом несколько дверей. На этот момент практически весь ЦК ПЛСР покинул проходивший в это время Съезд Советов, начал заседание в штабе отряда Попова, где и был обнаружен Дзержинским.
Дзержинский грозился расстрелять чуть ли ни весь ЦК ПЛСР, объявил левоэсеровских наркомов Прошьяна и Карелина арестованными и потребовал от Попова немедленной выдачи Блюмкина, угрожая в случае отказа расстрелом на месте. Однако он сам был арестован и взят левыми эсерами в заложники.
Главной вооружённой силой, которой могли располагать эсеры, был отряд ВЧК под командованием Д. И. Попова. Отряд состоял из финнов и матросов, насчитывал около 800 человек и имел на вооружении несколько орудий и броневиков. Однако никаких активных действий отряд Попова не предпринимал, так и не сдвинувшись с места до самого разгрома, оборона занятых позиций свелась к отсиживанию в двух зданиях Трёхсвятительского переулка. Впоследствии, в 1921 году на допросе в ВЧК Попов утверждал, что «никакого участия в подготовке якобы восстания против соввласти не принимал, вооружённое столкновение в Трёхсвятительском переулке было актом самообороны».
В общей сложности, во время восстания левые эсеры берут в заложники 27 большевистских функционеров, в том числе зампреда ВЧК Лациса М. И. и председателя Моссовета Смидовича. Кроме того, они захватили несколько автомобилей, при этом был убит делегат съезда Николай Абельман. Также они захватили Главпочтамт и начали рассылать антибольшевистские воззвания. Одно из таких воззваний, объявляющее власть большевиков низложенной и приказывающее «приказов Ленина и Свердлова не исполнять», по свидетельству коменданта Кремля большевика Малькова П. Д., попадает в руки к Ленину. Другое воззвание заявляло, что «…убит палач Мирбах… Немецкие шпионы и провокаторы, которые наводнили Москву и частью вооружены, требуют смерти левым социалистам-революционерам. Властвующая часть большевиков, испугавшись возможных последствий, как и до сих пор, исполняет приказы германских палачей… Вперёд, работницы, рабочие и красноармейцы, на защиту трудового народа, против всех палачей, против всех шпионов и провокационного империализма». К этому времени лидер левых эсеров Мария Спиридонова, явившаяся на Съезд Советов, уже сама была арестована большевиками и также взята в заложники.
Кроме того, караул у штаб-квартиры ВЧК на Лубянке состоял из матросов и финнов из отряда Попова, что создало у Ленина ощущение, что взбунтовалась вся ВЧК. По свидетельству Бонч-Бруевича, Ленин при этом известии «даже не побледнел, а побелел». Из всех частей Московского гарнизона большевики смогли опереться только на латышских стрелков — все остальные части либо перешли на сторону восставших, либо объявили о своём нейтралитете. Приказ Троцкого частям Московского гарнизона выступить против восставших был выполнен только Комендантским полком и Школой военных курсантов, причём Комендатский полк вскоре бежал.
Ленин в разгар событий выразил сомнение в лояльности командира латышских стрелков И. И. Вацетиса и выразил готовность «принять его услуги», только приставив к Вацетису четырёх комиссаров. Троцкий во время восстания четырежды интересовался, — не присоединился ли Вацетис к левым эсерам.
Также Ленин выступил с инициативой роспуска ВЧК и замены её какой-то другой структурой. На какое-то время Ленин, Свердлов и Троцкий даже объявили ВЧК распущенной, сместили Дзержинского и поставили на его пост Лациса, которому предписывалось набрать в ВЧК новых людей. Троцкий приказал Лацису арестовать всех левых эсеров, служащих в ВЧК, и объявить их заложниками. Однако вскоре левые эсеры сами заняли здание ВЧК, арестовав Лациса и освободив арестованного им левого эсера Емельянова.
Также безуспешной оказалась попытка Троцкого предупредить захват восставшими центрального телеграфа. Отправленные им туда две роты латышских стрелков были разоружены левыми эсерами. Заняв телеграф, они начали рассылать свои воззвания.
Однако левые эсеры не предприняли никаких попыток арестовать большевистское правительство, хотя у них даже имелись пропуска, позволяющие беспрепятственно проходить в Кремль. Кроме того, восставшие не стали арестовывать большевистских делегатов V Съезда Советов. Никак не пытаясь захватить власть, они объявили большевиков «агентами германского империализма», установившими режим «комиссародержавия», а всех остальных социалистов «контрреволюционерами».

## Подавление восстания

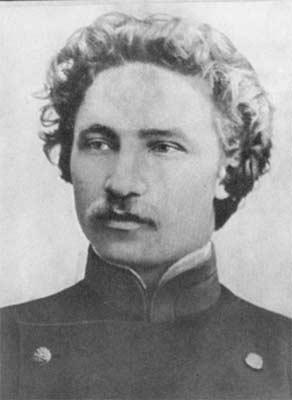
Н. И. Подвойский.

Американский историк Ю. Г. Фельштинский называет главными организаторами борьбы с восстанием предсовнаркома Ленина, наркомвоена Троцкого и председателя ВЦИК Свердлова. Историк Ричард Пайпс называет непосредственным организатором подавления И. И. Вацетиса.
Вацетис перебросил оставшихся латышей в Москву с Ходынского поля, где они стали праздновать Янов день, и сосредоточили в своих руках силы до 3300 человек. Участие латышских стрелков в подавлении левоэсеровского восстания сопровождалось ожесточённой закулисной борьбой. Британские спецслужбы вошли с ними в контакт, пытаясь проработать вопрос о предполагаемой эвакуации латышских частей из России в Латвию. Британский агент Сидней Рейли пытался подкупить латышей. С другой стороны, новый германский посол Рицлер в своих воспоминаниях утверждал, что германское посольство предположительно подкупило латышей, чтобы они выступили против левых эсеров.
В ночь на 7 июля чрезвычайная «пятёрка» Ленин — Троцкий — Свердлов — Подвойский — Муралов приказала райсоветам Москвы выставить дополнительные вооружённые патрули для ареста левых эсеров, а также «подозрительных и сомнительных лиц», не имевших при себе особых пропусков за подписью Ленина, Свердлова и Троцкого. Ленин лично направил официальное сообщение о произошедшем в райкомы РСДРП(б), а также пробольшевистские райсоветы Москвы и красногвардейские штабы, совместно с наркомом Подбельским заменил охрану телефонной станции.
Рано утром 7 июля против восставших начали наступление латышские части, вооружённые пулемётами, орудиями, броневиками. В течение нескольких часов восстание было ликвидировано.
Очевидцы событий указывали, что большевики в ходе подавления восстания использовали артиллерию. По согласованию с заместителем Троцкого Э. М. Склянским был обстрелян силами батареи латыша Э. П. Берзина прямой наводкой левоэсеровский штаб отряда Д. И. Попова, хотя в нём в этот момент находились большевики, захваченные левыми эсерами в заложники. Троцкий в официальном докладе на V Съезде Советов заявил, что штаб отряда Попова был обстрелян артиллерией «с исключительной меткостью».
Нерешительность левых эсеров привела их к провалу. Они были исключены из состава ВЧК, левоэсеровские делегаты V съезда были арестованы. Большевикам удалось заменить всю левоэсеровскую охрану ВЧК и левых эсеров в охране Съезда Советов. Проинструктированный Свердловым Петерс руководил арестом 450 делегатов съезда.
Несколько активных участников восстания, среди которых заместитель председателя ВЧК В. Александрович и 12 сотрудников ВЧК из отряда Попова, были расстреляны по постановлению ВЧК на следующий же день, 8 июля.
11 июля партия левых эсеров была объявлена большевиками вне закона.
Остальных, в том числе и руководителей, успевших скрыться, судили позднее. Верховный революционный трибунал приговорил командира отряда Попова (заочно) к расстрелу, а руководителей ЦК партии левых эсеров — к 1—3 годам тюремного заключения (также заочно). В целом расправа с левыми эсерами оказалась неожиданно мягкой: их лидер Мария Спиридонова была осуждена всего лишь на год лишения свободы, однако уже в апреле 1919 была похищена своими соратниками из тюрьмы. Непосредственные исполнители ликвидации Мирбаха, Блюмкин и Андреев, бежали на Украину и были заочно приговорены всего лишь к трём годам тюрьмы. Андреев умер на Украине от тифа, Яков Блюмкин в мае 1919 «раскаялся» и был принят в Коммунистическую партию, после чего служил в охране Троцкого.
В своём официальном сообщении в «Известиях ВЦИК» наркомвоен Троцкий назвал произошедшее восстание «безумным» и «беспримерной авантюрой», в которой «легкомыслие, вероломство и провокация соединились в одно отвратительное целое». 7 июля он лично вручил Вацетису пакет с деньгами, двусмысленно заметив: «Вы разгромили одну из самых больших политических комбинаций и не знаете, кого вы громили». Впрочем, по мнению Ричарда Пайпса, Ленин особой благодарности к Вацетису не испытывал, всё ещё продолжая в нём сомневаться. 31 августа 1918 года он предлагал Троцкому Вацетиса расстрелять, а в июле 1919 года Вацетис всё-таки был арестован по подозрению в измене и просидел несколько месяцев в тюрьме.
На какое-то время под подозрением также оказался Дзержинский, так как убийцы Мирбаха имели мандат с его подписью. Дзержинский временно был отстранён от должности, однако 22 августа был вновь был назначен на этот пост.
В своём докладе на V Съезде Советов, сделанном 9 июля 1918 года, Троцкий сообщил, что большевикам удалось арестовать в Москве до 300 левых эсеров, а также арестовать левоэсеровский отряд в «несколько десятков человек», направлявшийся в Москву из Петрограда, второй отряд в 300—400 человек, «направлявшийся сюда с западной пограничной полосы». В Петрограде были разоружены левоэсеровские дружины, причём в Пажеском корпусе было 10 убитых и 10 раненых.
Вместе с тем Троцкий отверг левоэсеровские обвинения в «недостаточной революционности» большевиков, назвав левых эсеров сторонниками «крикливых партизанских вспышек», а также сторонниками «импрессионистского [так в тексте] террора» в противовес «массовой работе». В частности, докладчик отметил:

…если теперь нам говорят, что эта партия [левые эсеры] является передовым отрядом пролетариата и крестьянства и даже всего Интернационала, тогда как мы, коммунисты-де, переходим на позицию Керенского, то я все-таки позволю себе сказать, что передовой пролетариат группируется вокруг Петрограда и Москвы, но во всяком случае не в Тамбове, где уездный съезд левых с.-р. постановил, против нашей фракции, раздать населению водку…я хотел этим сказать, что левые эсеры оказываются в большинстве не в Петрограде и не в Москве, а в уездах Тамбовской губернии или во Льгове, где действуют банды, и левые эсеры только что выразили свою солидарность со льговскими бандами, назвав их уголовную работу революционным возмущением против германского империализма. 

Разгромом левых эсеров в Петрограде руководил комендант города В. С. Шатов. Левоэсеровский штаб в Пажеском корпусе был обстрелян из артиллерийских орудий и взят штурмом. Бывший нарком юстиции Штейнберг И. З. бежал.

## Мятеж Муравьёва
10—11 июля в Симбирске поднял мятеж командующий Восточным фронтом Красной армии левый эсер М. А. Муравьёв, объявивший, что «защищая власть советов, я от имени армий Восточного фронта разрываю позор Брест-Литовского мирного договора и объявляю войну Германии … всех своих друзей и бывших сподвижников наших славных походов … призываю под свои знамёна для кровавой последней борьбы с авангардом мирового империализма — германцами. Долой позорный Брест-Литовский мир! Да здравствует всеобщее восстание!»
11 июля Муравьёв с отрядом в тысячу человек прибыл из штаба фронта, размещавшегося в Казани, в Симбирск, занял стратегические пункты города и арестовал руководящих советских работников (в том числе М. Н. Тухачевского). Мятеж был подавлен после того, как Муравьёв был приглашён оставшимися верными большевикам руководителями на совещание и застрелен при аресте.
Предсовнаркома Ленин и наркомвоен Троцкий успели опубликовать в «Известиях ВЦИК» совместное обращение, объявившее, что Муравьёв «подкуплен британско-французскими империалистами … и отдал по всем войскам приказ повернуть против немцев, которые, будто бы, взяли Оршу и наступают на нас». Обращение требовало: «Бывший главнокомандующий на чехо-словацком фронте, левый эсер Муравьёв, объявляется изменником и врагом народа. Всякий честный гражданин обязан его застрелить на месте».
Был или нет мятеж Муравьёва санкционирован ЦК ПЛСР, до сих пор остаётся неясным. Большинство современных исследователей считают, что Муравьёв поднял мятеж по собственной инициативе, хотя и под влиянием событий в Москве.

## Последствия
Чтобы устранить из ВЧК левых эсеров, Совнарком постановил распустить коллегию ВЧК, назначив новым председателем Якова Петерса, который сформировал новую коллегию ВЧК уже исключительно из коммунистов. Ввиду того, что убийство Мирбаха было совершено с бумагами от имени Дзержинского, тот был на некоторое время отстранён от должности председателя ВЧК.
Сразу же после событий в Москве местным органам ВЧК были даны указания разоружить боевые дружины левых эсеров в Петрограде, Витебске, Владимире, Орше и других городах.
Исследователь Ричард Пайпс характеризует левоэсеровский план восстания как «целиком лишённый реализма»: во-первых, план вообще не предполагал свержения власти большевиков, предполагая вместо этого лишь заставить их отказаться от «оппортунизма»; и, во-вторых, план «строился на допущении, что немцы под влиянием момента откажутся от стратегических преимуществ, предоставленных им Брестским договором, и забудут об общих интересах, связывающих Берлин и Москву». По оценке непосредственно подавлявшего мятеж Вацетиса, «левоэсеровские вожди пропустили момент для решительных действий», а взятый левыми эсерами в заложники председатель Моссовета Смидович впоследствии показал следственной комиссии, что «люди эти не управляли ходом событий, а логика событий захватила их, и они не отдавали себе отчёта в том, что они сделали. Ни системы, ни плана у них не было».
Убийство Мирбаха послужило поводом для ареста руководства партии левых эсеров. Левоэсеровские делегаты Съезда Советов не были допущены к дальнейшим заседаниям съезда.
Уже находясь под арестом в Кремле, лидер левых эсеров Мария Спиридонова пишет открытое письмо «Центральному комитету партии большевиков», содержащее множество обвинений в репрессиях и «надувательстве трудящихся». Вместе с тем, она и в этом письме продолжает высказывать поддержку и Октябрьской революции, и роспуску Учредительного собрания («и вот уже начались контрреволюционные лозунги, в волнениях уже поднимается учредилка, уже приходит этот ужас буржуазно-демократической республики»), а умеренных социалистов (меньшевиков и правых эсеров) именует «социал-предателями».
В ноябре 1918 года состоялся суд над лидерами левых эсеров, обвинёнными в контрреволюционном мятеже. Революционный Трибунал при Всероссийском ЦИК Советов постановил:
Попова объявить врагом трудящихся, стоящим вне закона, и как такового при поимке и установлении личности расстрелять.
Прошьяна, Камкова, Карелина, Трутовского, Магеровского, Голубовского, Черепанова, Блюмкина, Андреева, Майорова, Фишмана — заключить в тюрьму, с применением принудительных работ на три (3) года;
Спиридоновой и Саблину, принимая во внимание их особые прежние заслуги перед революцией, смягчить меру наказания и заключить в тюрьму сроком на один год.
Подавление половинчатого восстания левых эсеров привело к окончательному переходу России к однопартийному коммунистическому правительству на ближайшие 73 года. Однако однопартийная система полностью завершила своё оформление только после окончания Гражданской войны. Некоторые меньшевистские и эсеровские фракции легально (иногда с перерывами) действуют вплоть до 1921 года.

### Германо-советские отношения
30 июля левый эсер Б. М. Донской убил в Киеве командующего оккупационными войсками генерала Г. Эйхгорна.
Попытка левых эсеров спровоцировать немцев на возобновление войны не удалась. Германия никак не отреагировала на убийство своего посла графа Мирбаха, хотя новый посол Курт Рицлер потребовал разорвать дипломатические отношения. Рицлер потребовал от Ленина лично явиться в посольство и принести извинения. Кроме того, 31 июля Рицлер заявил протест против убийства генерала Эйхгорна.
По свидетельству немецких источников, Ленин действительно явился в германское посольство 6 июля в 1700 вместе со Свердловым, однако его интересовали лишь «технические подробности» теракта. Осматривать тело Мирбаха Ленин отказался и принёс извинения, которые были, по выражению немцев, «холодны, как собачий нос». Германский дипломат Карл фон Ботмер также свидетельствовал, что 7 июля в 5 утра в германское посольство прибыл вооружённый пистолетом «размером с небольшое осадное орудие» Карл Радек с отрядом красногвардейцев и заявил, что «социалисты-революционеры окопались в отдельных частях города, захватили Центральный телеграф, который, как он надеется, теперь снова отбит. Убийство организовано партией левых социалистов-революционеров и послужило, как он полагает, сигналом к началу выступления, которое, однако, очень скоро окончится для них провалом. Рано утром начнётся наступление, убийцам и повстанцам уйти не удастся. Он надеется, что Германия поймёт, что русское правительство не только не виновато в случившемся, но само, скорее, является мишенью ещё в большей степени, чем мы, немцы».
Тем не менее советско-германские отношения после убийства Мирбаха испортились, чему также способствовала бурная революционная деятельность, развёрнутая в Берлине советским полпредом А. А. Иоффе Германия требует разрешения на ввод в Москву одного батальона под предлогом охраны своего посольства, однако Ленин отвергает такое требование, заявив, что «подобное требование мы ни в коем случае и ни при каких условиях удовлетворить не можем, ибо это было бы объективно началом оккупации России чужеземными войсками».

### Теории, связанные с восстанием
8 июля 1918 года официально было объявлено об аресте большевиками в разных городах 650 левых эсеров, из которых 200 человек, включая и Марию Спиридонову, якобы были расстреляны. Появились также ошибочные сообщения о якобы расстреле Б. Д. Камкова, Саблина и т. д. На самом же деле большевики ограничились расстрелом активного участника событий, зампреда ВЧК левого эсера Александровича и 12-ти левых эсеров из отряда ВЧК Попова. Лидер левых эсеров Мария Спиридонова была осуждена всего лишь на год лишения свободы, а непосредственные исполнители ликвидации графа Мирбаха, Андреев и Блюмкин, приговорены к трём годам. В мае 1919 года Блюмкин «раскаялся» и даже был принят в Коммунистическую партию.
Такая мягкость выглядела тем более странной на фоне вскоре произошедшего подавления эсеровского восстания в Ярославле, где большевики не остановились перед расстрелами нескольких сотен человек. Эти обстоятельства позволили некоторым исследователям выдвинуть теорию, утверждающую, что мятеж якобы был инсценировкой самих большевиков. В частности, такую версию продвигал в своей работе «Вожди в законе» Ю. Г. Фельштинский. С началом борьбы за власть внутри ВКП(б) в 20-х — 30-х годах основные лидеры партии начинают выдвигать разнообразные версии заговоров с целью дискредитации друг друга. Так, 11 декабря 1923 года Зиновьев и 15 декабря Сталин заявили, что весной 1918 года возглавлявший фракцию «левых коммунистов» Бухарин якобы получил от левых эсеров предложение силой сместить Ленина и якобы рассматривал вариант нового состава Совнаркома во главе с Г. Л. Пятаковым. Зиновьев и Сталин обвинили Бухарина в том, что он не сообщил об этом предложении левых эсеров Ленину.
Непосредственно подавлявший мятеж левых эсеров И. И. Вацетис, ещё со времён Гражданской войны недолюбливавший Троцкого, в 1935 году объявил мятеж его «инсценировкой». «Разоблачения» Вацетиса не продлили ему жизнь. В ноябре 1937 года он был арестован по обвинению в участии в так называемой «латышской фашистской шпионско-террористической организации в РККА», якобы виновной в подготовке «контрреволюционного переворота». В июле 1938 года расстрелян.
С другой стороны, по свидетельству Карла Радека, мягкость большевиков была связана с тем, что они «испугались» фанатизма левых эсеров. Положение большевиков в это время сильно осложнилось с началом мятежа Чехословацкого корпуса и эсеро-белогвардейскими восстаниями в Ярославле, Муроме и Рыбинске. Согласно советской историографии, в Ярославле восставшими впервые в истории Гражданской войны была использована баржа смерти, на которую посадили 82 большевика.

### Последствия для ПЛСР
Подавление восстаний левых эсеров привело к окончательному установлению однопартийной диктатуры большевистской партии. Резолюция V Всероссийского съезда Советов от 10 июля 1918 года хотя и не запрещала ПЛСР, но требовала исключения из состава Советов тех левых эсеров, которые одобряют «авантюру своего Центрального комитета». К концу 1918 года в составе 34 уездных Советов осталось 160 левоэсеровских депутатов из 805, а на губернских съездах Советов они составили менее одного процента.
Из ПЛСР откололись части, образовавшие Партию народников-коммунистов и Партию революционного коммунизма. Они отмежевались от московских событий и высказались за сотрудничество с большевиками. До 200 левоэсеровских делегатов V Съезда Советов возвратились на Съезд, заявив о своём несогласии с политикой своей партии.
Некоторые региональные отделения партии всё же встали на путь борьбы с большевиками. Так в августе 1918 года имело место восстание в Чембарском уезде Пензенской губернии.
Хотя Мария Спиридонова в своём открытом письме большевикам и скептически отозвалась о «красном терроре», как об убийстве «тысяч людей» из-за, по её выражению, «поранения левого предплечья Ленина», 31 августа 1918 года ЦК ПЛСР выпустил резолюцию с одобрением террора «против всех империалистов и прихвостней буржуазии». Вместе с тем в этой же резолюции Ленин именуется «соглашателем», политика которого является «недостаточно революционной»:

Слугами буржуазной контрреволюции ранен Председатель Совета Народных Комиссаров Ленин. Мы, стоящие на крайне левом крыле революционного социализма, считающие террор одним из способов борьбы трудящихся масс, будем всеми силами бороться против подобных приёмов, когда они имеют целью удушить русскую революцию. Покушение на Ленина произведено справа, защитниками буржуазного строя, кого революция лишила былых привилегий и кто желает уничтожения советского строя и социалистических реформ. Ленин ранен не за то, что он капитулировал и пошел на путь соглашательства. Нет, он ранен теми, для кого даже его политика есть политика крайней революционности. …Мы считаем, что восстание миллионов трудящихся, хотя и искаженное соглашательской политикой вождей, не удастся задушить гибелью этих вождей. Покушение на Ленина один из таких эпизодов контрреволюционного падения, и на такие попытки контрреволюции трудящиеся массы должны ответить встречным нападением на цитадели отечественного и международного капитала…

На VI съезде ПЛСР (2—7 октября 1918, Москва) ответ за 6 июля держали Б. Д. Камков, В. А. Карелин и П. П. Прошьян, не пересмотревшие своих убеждений.
Камков заявил, что 
Когда придёт мировая революция, не большевики, а левые эсеры будут иметь шансы на успех и победу (ЦПА ИМЛ, ср. 564, оп. 1, д. 5, л. 91).

Д. А. Черепанов — оппонент Камкова, — усомнился в том, что на месте РКП(б) ПЛСР «сколько-нибудь длительное время стала бы терпеть существование другой партии, ставящей препоны на её пути» (там же, л. 171 — 72). Г. Л. Лесновский говорил: 
Революционер перед взрывом… обдумывает всё, подготовляет, рассчитывает каждую мелочь, прежде чем взорвать. Ребёнок же, в страшном нетерпении сделать поскорее, сердится и топает ножкой. (там же, д. 5, л.).
Тем не менее съезд принял резолюцию Камкова и избрал его в ЦК.
В августе-октябре 1918 года оставшееся руководство партии принимает решение об окончательном уходе в подполье.
Из всех лидеров левых эсеров во время репрессий 1920—1930-х годов спастись удалось лишь наркому юстиции в первом послеоктябрьском правительстве И. З. Штейнбергу, уехавшему за границу. Остальные многократно арестовывались, долгие годы находились в ссылке, а в годы «Большого террора» были расстреляны.

### «Третья революция»?
Некоторые западные историки и политологи называют серию прокатившихся по России контрреволюционных мятежей, начавшихся с левоэсеровского мятежа 6—7 июля 1918 в Москве и продолжавшихся по 1921 год, третьей или четвёртой русской революцией — после Революции 1905—1907 годов, Февральской и Октябрьской революций. К событиям «четвёртой русской революции» относят также Кронштадтский мятеж, многочисленные крестьянские выступления, самым крупным из которых стала так называемая «Антоновщина» в Тамбовской губернии, деятельность анархических групп, «махновщина» и др. Всех их в той или иной степени объединяли лозунги «За Советы без большевиков (коммунистов)» и враждебность к любому государству как орудию подавления. Эти выступления базировались на «крестьянской стихии», бившейся как против красных, так и против белых.

## В культуре

### В кино
- «Вихри враждебные» — советский художественный фильм 1953 года о Феликсе Дзержинском и его участии в подавлении левоэсеровского мятежа.
- «Шестое июля» — советский фильм, снятый к 50-летию событий и полностью посвящённый восстанию левых эсеров.

### В художественной литературе
- Арк. Васильев. кн.1: Тысяча девятьсот восемнадцатый // [militera.lib.ru/prose/russian/vasilyev_an1/ В час дня, Ваше превосходительство. Роман] / ред. Н. Нефёдов. — М.: Советский писатель, 1973. — С. 7—239. — 560 с. — 200 000 экз.